# Менеуз-Москва
Менеуз-Москва (баш. Мәнәүез-Мәскәү) — село в Бижбулякском районе Башкортостана, относится к Кош-Елгинскому сельсовету.

## Этимология
Название происходит от названия речки Мәнәүез и башкирского этноса мәҫкәү.

## Географическое положение
В черте села река Утейка впадает в реку Менеуз.
Расстояние до:
- районного центра (Бижбуляк): 47 км,
- центра сельсовета (Кош-Елга): 6 км,
- ближайшей ж/д станции (Аксаково): 31 км.

## Население
| 2002 | 2009 | 2010 |
| ---- | ---- | ---- |
| 296  | ↗317 | ↘261 |

Национальный состав
Согласно переписи 2002 года, преобладающие национальности — татары (52 %), башкиры (47 %).